# Истории призраков
Истории призраков (англ. Ghost Stories) — британский фильм ужасов 2017 года, написанный и срежиссированный Энди Найманом и Джереми Дайсоном, на основе их одноименной пьесы Как и в пьесе, Найман исполняет в фильме главную роль — человека, посвятившего жизнь развенчиванию мошенничества экстрасенсов, которому было поручено расследовать три необъяснимых паранормальных явления.
Пол Уайтхаус, Алекс Лоутер и Мартин Фримен выступают в роли людей, переживших эти паранормальные явления. Премьера фильма состоялась на Лондонском кинофестивале 5 октября 2017 года, а 6 апреля 2018 года вышла в широкий прокат в Великобритании посредством компании Lionsgate. Фильм получил положительные отзывы кинокритиков.

## Сюжет
В 1979 году отец Филиппа Гудмана, строгий еврей, изгоняет из семьи его сестру — за то, что она встречалась с азиатом. Взрослый Гудман — глубоко одинокий человек, а также известный профессор и телеведущий, чьё шоу направлено на развенчивание мошенничества экстрасенсов. Он видит в этом дело всей жизни, способ спасти человеческие жизни от разрушения на почве суеверий, как это произошло с его семьей. Однажды Гудман получает приглашение навестить известного в 1970-х годах паранормального исследователя, Чарльза Кэмерона, в детстве его вдохновлявшего, а затем на десятилетия пропавшего — теперь он живёт в трейлере, больной и обедневший. Старик просит его расследовать три якобы реальных случая проявлений сверхъестественного.
Первый случай произошел с ночным сторожем по имени Тони Мэттьюз, чья жена умерла от рака, и который испытывает чувство вины за то, что он прекратил навещать свою дочь, страдающую синдромом изоляции. В заброшенной женской психиатрической больнице, где он работал, его преследовал дух девочки. Участником второго случая был Саймон Рифкинд, подросток, увлекающийся оккультизмом и находящийся в плохих отношениях с родителями. Его машина ломается после того, как переезжает в лесу дьявола. Гудман, пускай и озадачен вторым случаем, считает, что они оба имеют рациональное объяснение и являются лишь плодом воображения жертв, порожденным их собственными неврозами. Третий случай касается лондонского финансиста Майка Придла, терзаемого выходками полтергейста, пока он ожидал рождения своего ребёнка. Ему также являлся призрак его жены, после того как она умерла, рожая (это подразумевается) нечеловеческого ребёнка. Во время разговора с Гудманом финансист кончает жизнь самоубийством, застрелившись из ружья.
Гудман возвращается к исследователю 1970-х, который срывает с лица латексную маску и оказывается Придлом. Гудман поначалу решает, что стал жертвой сложной мистификации, но вскоре вся окружающая реальность полностью разрушается. Придл возвращает Гудмана назад во времени к инциденту, когда он ребёнком наблюдал, как два хулигана завлекают умственно отсталого мальчика в канализацию, где тот умирает от приступа астмы. Гудмана всю жизнь преследовало чувство вины за то, что он не спас жертву. Появляется разлагающийся труп замученного мальчика, который терзает Гудмана и подводит его к больничной койке, заставляя лечь на неё. Упырь ложится на него сверху и засовывает ему в рот палец, несмотря на мольбы Гудмана «нет, только не снова», подразумевающие, что это повторяющееся событие.
В реальном мире Гудман лежит в коме в больнице с трубками во рту. Он страдает синдромом изоляции после неудачной попытки самоубийства в своей машине. Все персонажи и события, пережитые Гудманом, были навеяны видом персонала и объектов в его больничной палате. Доктора неверно полагают, что его вегетативное состояние не позволяет ему осознавать его окружение. Старший врач прогнозирует, что Гудман останется здесь на сохранении без шансов на выздоровление, и, выходя из палаты, говорит своему младшему коллеге: «Надеюсь, ему снятся сладкие сны». Больничный же уборщик, напротив, разговаривает с Гудманом и двигает зеркало, чтобы сменить ему угол обзора.

## В ролях
| Актёр               | Роль                              |
| ------------------- | --------------------------------- |
| Энди Найман         | Филипп Гудман                     |
| Мартин Фримен       | Майк Придл / старший врач         |
| Алекс Лоутер        | Саймон Рифкинд / младший врач     |
| Пол Уайтхаус        | Тони Мэттьюз / больничный уборщик |
| Николас Барнс       | Марк Ван Рис                      |
| Джилл Хафпенни      | Пегги Ван Рис                     |
| Кобна Холдбрук-Смит | Отец Эмери                        |
| Даниэль Хилл        | Мистер Гудман                     |
| Эми Дойл            | Эстер Гудман                      |
| Рамзан Миа          | парень Эстер                      |
| Пол Уоррен          | Вулли                             |

Джереми Дайсон появлялся без указания в титрах в роли диджея в бар-мицве Филиппа.

## Отзывы
«Истории призраков» описывается как «антология жутких сверхъествественных сказок в явных английских традициях фильмов компании Амикус с 1960-х». На сайте Rotten Tomatoes фильм имеет рейтинг одобрения 81 % на основе 113 обзоров и средний рейтинг 7,1/10. Критический отзыв сайта гласит: «Истории призраков предлагают добротно сделанную, умело преподнесённую антологию ужасов с умным обыгрыванием жанровых тропов и несколькими дьявольски жуткими поворотами». На Metacritic у фильма 68 баллов из 100 на основе 27 отзывов, что указывает на «в целом благоприятные отзывы».